# Juillet 1870

## Événements

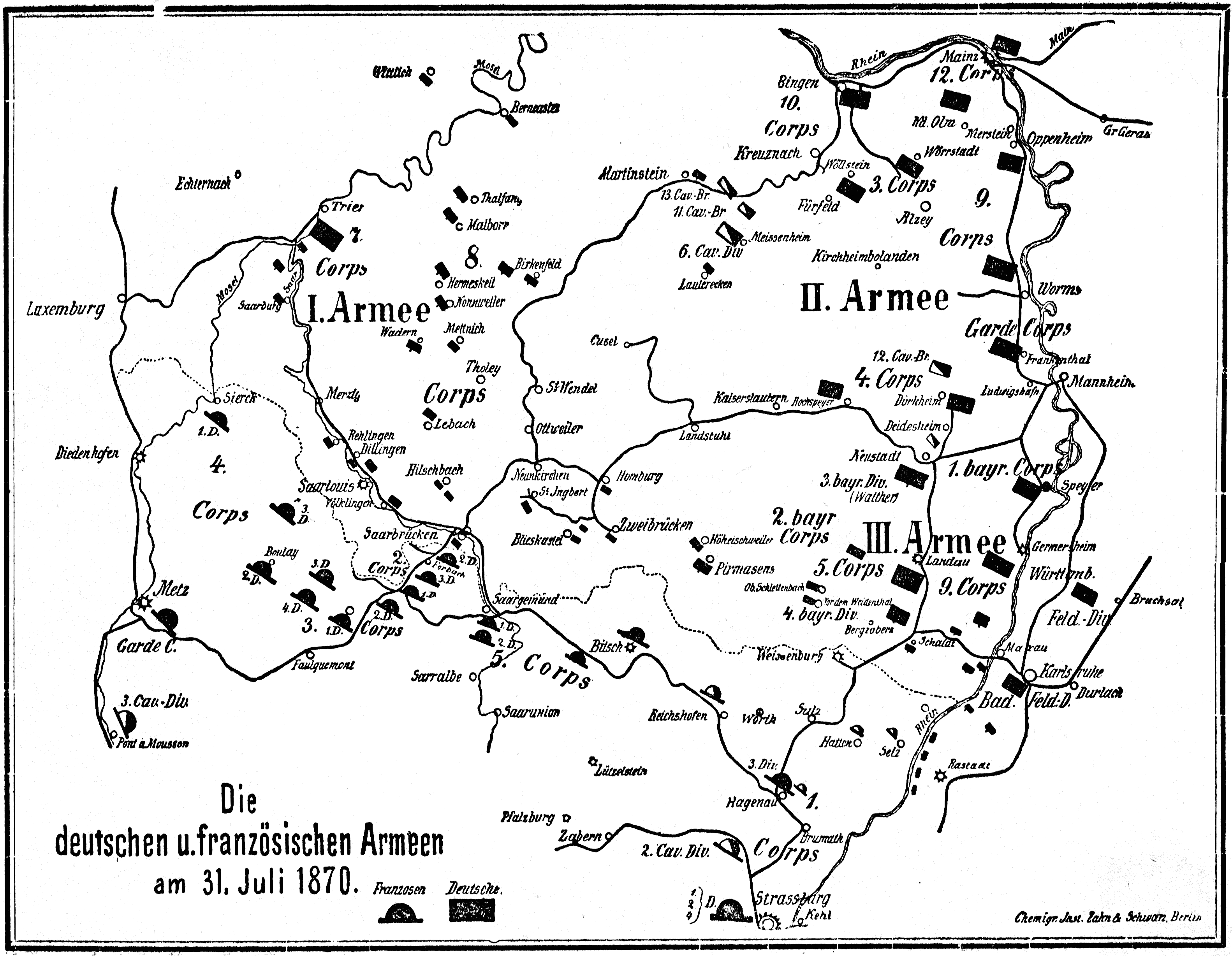
Position des armées françaises et allemandes le 31 juillet

- 6 juillet : la France s'oppose à la candidature de Léopold de Hohenzollern-Sigmaringen au trône d'Espagne.

- 12 juillet : Léopold de Hohenzollern-Sigmaringen retire sa candidature.

- 13 juillet : Agénor de Gramont, réclame que ce retrait soit garanti par le roi de Prusse, Guillaume Ier de Prusse refuse.

- 15 juillet :
  - France : malgré les avertissements d’Adolphe Thiers, le Corps législatif vote les crédits de guerre.
  - Canada : établissement de la province du Manitoba. Les anciens territoires de la Compagnie de la Baie d'Hudson (Terre de Rupert et Territoires du Nord-Ouest) sont transférés au Canada et sont nommés Territoires du Nord-Ouest (capitale : Yellowknife) en vertu de l’Act of Imperial Parliament et conformément à l’Acte de la Terre de Rupert de 1868 et de l’Imperial Order in Council du 23 juin 1870.
- 16 juillet, France :
  - Nomination du maréchal Bazaine à la tête du 3e corps de l'armée du Rhin.
  - Adolphe Thiers tente en vain de s'opposer à la guerre.

- 17 juillet, France : Émile Ollivier, poussé par l'opinion publique, déclare la guerre à la Prusse (notifiée deux jours plus tard).
  - Napoléon III, pacifiste mais malade, laisse faire.

- 18 juillet : le Concile Vatican I (décembre 1869 à octobre 1870) définit la doctrine de l'infaillibilité pontificale'.

- 19 juillet : la France  déclare la guerre à la Prusse.

- 20 juillet, France : le maréchal Le Bœuf est nommé major général de l'armée du Rhin.

- 27 juillet, France : l'impératrice Eugénie est nommée régente.

- 28 juillet, France : Napoléon III se rend à Metz pour prendre la tête de l'armée.

## Naissances
- 3 juillet : R.B. Bennett, Premier Ministre du Canada.
- 21 juillet : Emil Orlik, peintre allemand († 28 septembre 1932).
- 28 juillet :
  - Henri Jaspar, avocat et homme d'État belge († 15 février 1939).
  - Aubin-Edmond Arsenault, Premier ministre de l'Île-du-Prince-Édouard.
- 29 juillet : George Dixon (boxeur).

## Décès
- 16 juillet : André-Joseph Bodem, peintre français (° 1786).
- 18 juillet : Théodore Lacordaire, entomologiste belge d'origine française (° 1801).
- 24 juillet : Pierre Dupont, poète français.